# Савіцький Юрій Миколайович
Савіцький Юрій Миколайович (11 липня 1984, смт Летичів, Хмельницька область, Українська РСР — 23 березня 2015, м. Авдіївка, Донецька область, Україна) — солдат Повітряних сил Збройних сил України, учасник російсько-української війни, позивний «Партизан».

## Життєпис
Народився 1984 в смт Летичів на Хмельниччині. З 1990 по 2001 навчався у Летичівській школі № 1.
Строкову службу проходив в 19-й ракетній бригаді Сухопутних військ у Хмельницькому. Кілька років служив за контрактом у Військовій службі правопорядку України в м. Хмельницький. Займався виготовленням меблів на замовлення. Був активним учасником Революції Гідності.

### Російсько-українська війна
У зв'язку з російською збройною агресією проти України 31 липня 2014 року призваний Летичівсько-Старосинявським ОРВК за частковою мобілізацією — як доброволець.
Солдат, гранатометник взводу охорони 11-го зенітного ракетного полку, в/ч А3730, м. Шепетівка. Пройшов перепідготовку та здобув військовий фах гранатометника. 9 разів писав рапорт, аби його відправили на фронт.
З лютого 2015 виконував завдання поблизу Донецька у складі четвертої ротації зведеного загону Повітряних сил «Дика качка». Обороняв позицію «Зеніт» поблизу Донецького аеропорту.
23 березня 2015, коли під час бою впав український прапор, під обстрілами проповз до нього і встановив на місце. Того ж дня, під час мінометно-танкового обстрілу позицій в районі Опитне — Авдіївка, разом зі своїм побратимом Олександром вів спостереження за діями противника і сповіщав про небезпеку. Ворожий снаряд з танкової гармати влучив в окоп, Сашко отримав численні поранення, а Юрій дістав поранення у голову, що несумісне з життям.
Похований 26 березня з усіма військовими почестями на центральному цвинтарі Летичева. Залишились батьки Надія Іванівна і Микола Миколайович, сестра Наталя та дружина Марія з дитиною.

## Нагороди та звання
- За особисту мужність і високий професіоналізм, виявлені у захисті державного суверенітету та територіальної цілісності України, вірність військовій присязі, нагороджений орденом «За мужність» III ступеня (15.05.2015, посмертно)[2].
- Рішенням сесії Летичівської селищної ради від 20.08.2015 присвоєне звання «Почесний громадянин Летичева» (посмертно).

## Вшанування пам'яті
- 13 жовтня 2015 в Шепетівці на території «12-го містечка» зенітно-ракетного полку встановлено пам'ятну стелу з іменами загиблих Героїв: Савіцький Юрій і Драчук Валентин[3].
- Наказом Міністерства оборони України № 47 від 29.01.2016 рядовий Савіцький Юрій Миколайович зарахований навічно до особового складу в/ч А3730.
- В Летичеві вул. 50-річчя Жовтня перейменована на вулицю Юрія Савіцького.
- 21 серпня в Летичівському НВК № 1 «ЗОШ І-ІІІ ступенів — ліцеї» відкрили меморіальну дошку пам'яті учасника АТО Юрія Савіцького[4].